# 魯斯塔韋利大道

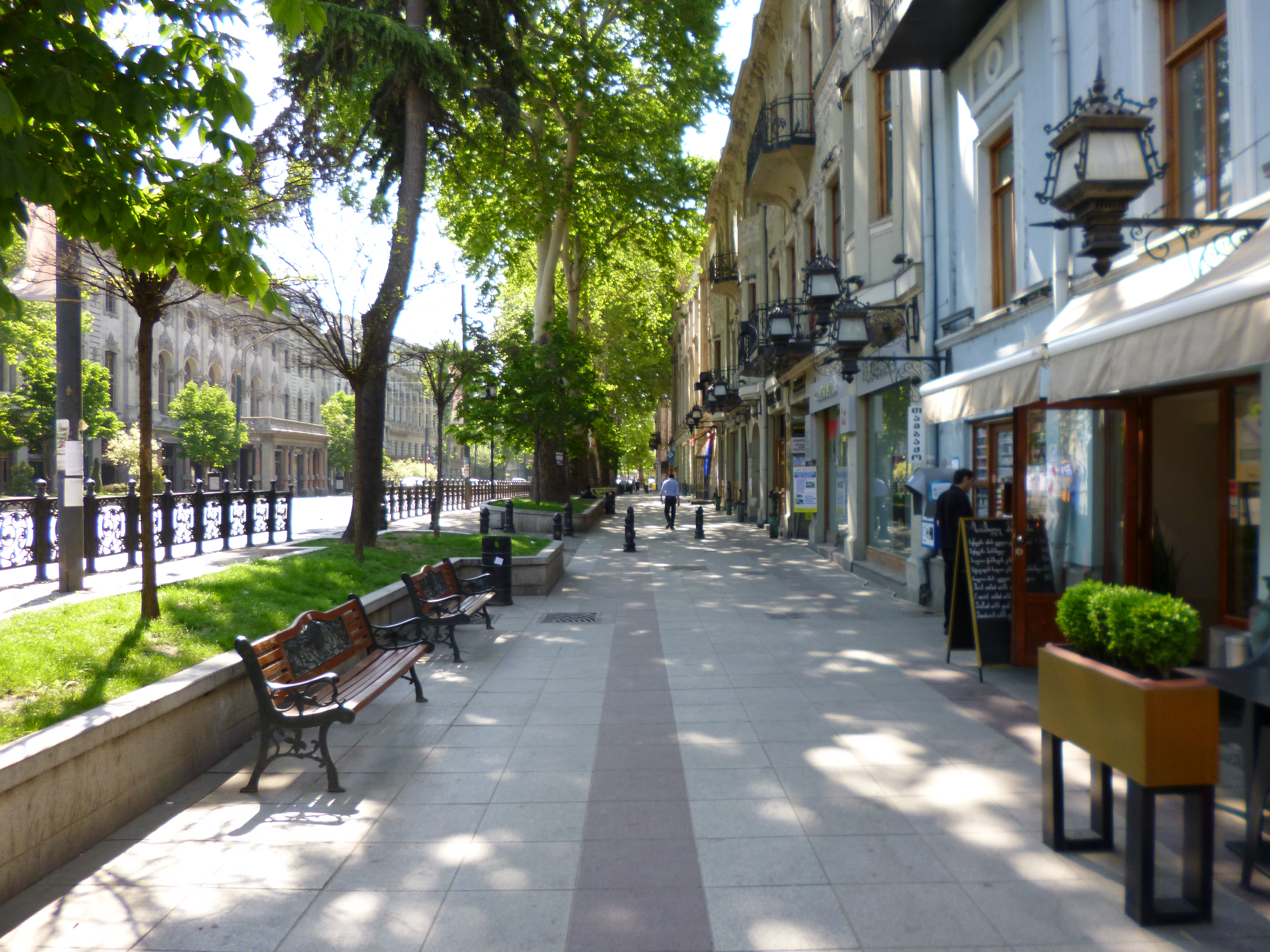
鲁斯塔维利大道街景

魯斯塔維利大道（羅馬化：Rust'avelis Gamziri）是位於喬治亞首都提比里斯的一條街道，也是提比里斯的主幹道之一，沿途有眾多文化設施。魯斯塔維利大道這一名稱是來自於喬治亞文學家紹塔·魯斯塔韋利。